# Sedempikčasta polonica
Sedempikčasta polonica ali pikapolonica (znanstveno ime Coccinella septempunctata) je najpogostejša evropska vrsta polonic, ki je razširjena v Evropi, Severni Afriki, Avstraliji, vsej Rusiji, Zakavkazju, osrednji Aziji, Bližnjem vzhodu, Indokini in vse do Japonske. Pozneje je bila naseljena tudi v Severni Ameriki in tropskih predelih Afrike.

## Opis in biologija
Odrasli hroščki so polifagi, ki merijo med 5 in 9 mm, ponekod tudi do 10 mm. Osnovna barva telesa je črna, pokrovke pa so minijevo rdeče barve. Na vsaki pokrovki ima sedempikčasta polonica po tri črne pike ter eno piko na stiku pokrovk, po čemer je vrsta dobila tako znanstveno kot slovensko ime. Na čelu in vratnem ščitku ima dve belo rumenkasti lisi.
Kadar je pikapolonica napadena iz sklepov izloči posebno kemikalijo neprijetnega vonja, včasih pa se hkrati celo pretvarja da je mrtva. Poleg tega pikapolonica proizvaja tudi toksični alkaloid N-oksid cocinelin. Stopnja toksičnosti je odvisna od spola in preharane posameznega osebka, toksičnost pa se do neke mere navzven odraža tudi po velikosti pik in obarvanosti.
Na leto se pikapolonica pojavlja v eni ali dveh generacijah. Prezimijo odrasli osebki med drobirjem na tleh ali tik pod površino zemlje, pa tudi v špranjah skorje dreves in pod kamenjem. Običajno skupaj prezimuje okoli 10 osebkov. V aprilu in maju poteka parjenje, v juniju pa samice odložijo podolgovata jajčeca, ki merijo 0,207 - 0,247 mm v skupinah po 15 do 50 jajčec/dan med kolonije listnih uši na gostiteljske rastline. Skupaj odložijo od 350 do 900 jajčec rumene barve, ki so na podlago pritrjena pokončno. Ličinke se v jajčecih razvijajo med 2 in 8 dni. Takoj po ekloziji so črne barve in merijo 2 do 3 mm. Kasneje preidejo skozi tri stadije, ki trajajo med 18 in 21 dni in postanejo modrikasto sive. Ob koncu razvoja merijo od 8 do 10 mm. Po telesu imajo v zadnjem stadiju modrikasto sive bradavice, na vseh treh obročkih oprsja pa sta po dve rumeni ali oranžni pegi. Ličinke se takoj začnejo hraniti z listnimi ušmi, poleg tega pa lahko napadajo tudi ličinke resarjev, ščitkarjev, bolšic in malih škržatkov, pa tudi jajčeca in ličinke nekaterih vrst hroščev in metuljev.
Ličinke se ob koncu razvoja zabubijo. Buba je odkrita in delno gibljiva. Vznemirjena se s sprednjim delom telesa sunkovito dviga. Barva bube je pri nižji temperaturi in visoki zračni vlagi temnorjava, pri visoki temperaturi in nizki zračni vlagi pa je svetlo oranžna. Iz bube se po 6 do 12 dneh izleže imago, ki ima sprva svetlo obarvane, mehke pokrovke brez leska in pik. Te se pojavijo šele kasneje.

## Koristnost
Sedempikčasto polonico so v ZDA zanesli zaradi pozitivnih izkušenj iz Evrope, kjer so že zgodaj ugotovili, da je izjemno koristna pri zatiranju listnih uši. Tudi danes je ta vrsta pomembna pri biološkem nadzoru škodljivcev. Kljub velikim naporom kmetov v zadnjih letih pa to polonico ogroža invazivna vrsta polonic iz Azije, harlekinska polonica.